# پرسیکاریا ادراتا
پرسیکاریا ادراتا (نام علمی: Persicaria odorata) نام یک گونه از تیره هفت‌بندیان است.